# U.S. Route 3
Pour les articles homonymes, voir Route 3.
La U.S. Route 3 (US 3) est une US Route parcourant 277,90 miles (447,24 km) depuis Cambridge, Massachusetts, à travers le New Hampshire, jusqu'à la frontière canadienne près de Third Connecticut Lake, où elle est reliée à la Route 257 du Québec.
La Massachusetts Route 3 est reliée au terminus sud de la US 3 à Cambridge et continue au sud jusqu'au Cap Cod. Bien que les deux routes partagent le même numéro, elles n'ont jamais fait partie l'une de l'autre. De Cambridge à Burlington, la US 3 emprunte des rues régulières des banlieues du Grand Boston. Après un bref multiplex avec l'I-95 et la Route 128, la US 3 suit son propre tracé vers le nord-ouest en contournant Lowell et en entrant dans le New Hampshire à Nashua, devenant le Everett Turnpike.
Au New Hampshire, la US 3 est connue comme la Daniel Webster Highway. Entre Burlington, Massachusetts et Nashua, New Hampshire, la US 3 est une autoroute. Le segment dans le New Hampshire est un segment gratuit du Everett Turnpike. De l'endroit où la US 3 quitte le Everett Turnpike à Nashua en direction nord, elle est généralement une route de deux à quatre voies. La route sert d'artère principale pour relier des communautés locales entre elles, surtout dans la Vallée de Merrimack, une zone fortement peuplée. Au nord des Montagnes Blanches, la route est l'une des seules routes sud-nord reliant les communautés du nord de l'état. Elle dispose aussi du seul poste-frontière du New Hampshire avec le Canada.

## Description du tracé
|       | mi     | km     |
| ----- | ------ | ------ |
| MA    | 35,70  | 57,45  |
| NH    | 241,95 | 389,39 |
| Total | 277,65 | 446,84 |

### Massachusetts

#### Cambridge à Burlington
La US 3 débute dans le sud de Cambridge à Memorial Drive, le long de la rivière Charles, à un échangeur avec Massachusetts Avenue (Route 2A). La route se poursuit au sud comme Route 3 vers le centre-ville de Boston, alors que la US 3 nord se dirige vers l'ouest, puis le nord, le long de la rivière vers l'Université Harvard. Elle utilise plusieurs rues en traversant Cambridge par l'ouest. La US 3 entre à Arlington et y emprunte d'autres voies locales. Elle traverse ensuite Winchester et Woburn pour arriver à Burlington.

#### Burlington à Tyngsborough (Northwest Expressway)
La US 3 parcourt environ 1,6 miles (2,6 km) en multiplex avec l'I-95 / Route 128 avant de la quitter pour emprunter son propre tracé sur la Northwest Expressway. À l'origine, la US 3 aurait plutôt poursuivi son trajet sur son tracé vers le centre-ville de Boston. C'est l'abandon de la boucle intérieure qui a eu raison de ce projet.
La route contourne Lowell par l'ouest et suit le fleuve Merrimack jusqu'à Tyngsborough, après avoir passé par Billerica, Chelmsford et North Chelmsford. Elle traverse ensuite la frontière avec le New Hampshire et entre dans la ville de Nashua. La route se poursuit au nord comme le Everett Turnpike.

### New Hampshire
La US 3 passe par presque toutes les plus grandes villes de l'état et est la seule route reliant directement le Massachusetts à la frontière canadienne. Parcourant 242 miles (389 km) dans le New Hampshire, la US 3 est de loin la plus longue route numérotée dans l'état. Sur la majorité de son tracé, la US 3 suit l'I-93, lui servant de route locale.
La US 3 entre dans le New Hampshire à Nashua et rejoint immédiatement le Everett Turnpike pour 6,7 miles (10,8 km). Elle quitte le Everett Turnpike mais continue de le longer. Elle se trouve entre le Everett Turnpike et le fleuve Merrimack. Elle entre et traverse la ville de Merrimack. En entrant à Manchester, elle passe au-dessus du Everett Turnpike et de la NH-101. Elle longe l'I-293 pour ensuite traverser le fleuve. Elle traverse le centre-ville de Manchester vers le nord et bifurque vers le nord-est. Elle rencontre l'I-93 et la longe jusqu'à Concord.
À Concord, la US 3 traverse à nouveau le fleuve Merrimack et passe par le centre-ville. Elle rencontre et forme un multiplex avec la US 4 au nord de la ville. Elle poursuit vers le nord jusqu'à Franklin, où elle traverse à nouveau le fleuve. La route continue son tracé vers le nord-est vers Laconia. Elle contourne la ville et passe par la rive ouest du Lac Winnipesaukee et Meredith Bay. La US 3 continue vers le nord en passant par Meredith. À Holderness, au sud du Lac Squam, elle bifurque vers l'ouest et atteint l'I-93 près d'Ashland. Elle traverse la rivière Pemigewasset et atteint Plymouth. Elle continue vers le nord en longeant l'I-93 jusqu'à Lincoln. Elle forme ensuite un multiplex avec l'I-93 en traversant le Parc d'État de Franconia Notch sur l'une des routes panoramiques des Montagnes Blanches. Ce segment de route est connu comme la Franconia Notch Parkway et il s'agit d'un des rares segments d'autoroute ne comptant qu'une voie par direction.
Au sud-est de Franconia, les deux routes se séparent. La US 3 se dirige vers le nord-est et l'I-93 vers le nord-ouest. La US 3 atteint Twin Mountain et une intersection avec la US 302. Elle continue vers le nord et passe par les municipalités de Carroll et de Whitefield pour atteindre Lancaster. Là, elle rencontre la US 2 au centre de la ville. Les deux routes forment un court multiplex. La US 3 continue vers le nord en longeant le fleuve Connecticut, frontière entre le New Hampshire et le Vermont. Elle passe par Northumberland, Stratford et Columbia. Elle atteint ensuite Colebrook et Stewartstown. Là, elle est à environ 0,6 miles (1 km) de la frontière avec le Canada. La US 3 continue de longer le fleuve Connecticut et entre dans les limites de Clarksville. La route continue de suivre le fleuve, mais celui-ci ne marque plus de frontière. Elle atteint Pittsburg, dernière ville avant son terminus nord. Elle parcourt encore 22 miles (35 km) avant d'atteindre la frontière canadienne. La route se poursuit comme Route 257 vers Chartierville.

## Intersections majeures
Massachusetts
 Route 2A / Route 3 à Cambridge
 I-95 / Route 128 à Burlington. Les routes forment un multiplex.
 I-495 à Chelmsford
New Hampshire
 I-293 à Manchester
 I-93 à Manchester
 I-93 à Concord
 US 202 à Concord. Les routes forment un multiplex dans la ville.
 US 4 à Boscawen. Les routes forment un multiplex au sud de la ville.
 I-93 à Northfield
 I-93 à Ashland
 I-93 à Plymouth
 I-93 à Thornton
 I-93 à Woodstock
 I-93 à Lincoln
 I-93 au sud du Parc d'État de Franconia Notch. Les routes forment un multiplex jusqu'au nord du Parc d'État de Franconia Notch.
 US 302 à Twin Mountain, Carroll
 US 2 à Lancaster. Les routes forment un multiplex dans la ville.
 Route 257 au sud de Chartierville